# Bjerager Sogn
Bjerager Sogn er et sogn i Odder Provsti (Århus Stift).
I 1800-tallet var Bjerager Sogn anneks til Randlev Sogn. Begge sogne hørte til Hads Herred i Aarhus Amt. Randlev-Bjerager sognekommune blev ved kommunalreformen i 1970 indlemmet i Odder Kommune.
I Bjerager Sogn ligger Bjerager Kirke.
I sognet findes følgende autoriserede stednavne:
- Bjerager (bebyggelse, ejerlav)
- Bovlstrup (bebyggelse, ejerlav)
- Bovlstrup Mark (bebyggelse)
- Bovlstrup Strand (bebyggelse)
- Dyngby (bebyggelse, ejerlav)
- Dyngby Lund (bebyggelse)
- Dyngby Lyng (bebyggelse)
- Dyngby Strand (bebyggelse)
- Grindsnap (bebyggelse)
- Hølken (bebyggelse, ejerlav)
- Hølken Strand (bebyggelse)
- Nørskov (bebyggelse)
- Rørt (bebyggelse, ejerlav)
- Rørt Elle (bebyggelse)
- Spangså (vandareal)